# Xenophyes cascus

Xenophyes cascus (лат.) — вид полужесткокрылых насекомых из семейства Peloridiidae. Новая Зеландия.

## Описание
Мелкие полужесткокрылые насекомые с полупрозрачными надкрыльями, длина тела 2—3 мм. Ширина головы 1,03-1,28 мм; длина головы 0,35-0,43 мм. Комбинированная ширина двух надкрылий до 2,05 мм. Основная окраска желтовато-коричневая. Форма тела широкоовальная, плоская. Голова поперечная, примерно в 3 раза шире своей длины; передний край выпуклый. Пронотум в задней части гладкий. Оцеллии отсутствуют. Усики короткие 3-члениковые, булавовидные. Ротовые части гопогнатические. Лапки 2-члениковые. Нелетающие брахиптерные насекомые. Встречаются в горных и субальпийских лесах из южного бука (Nothofagus). Сезонность почти круглогодичная: имаго чаще отмечены в декабре — марте.